# Alloantygen
Alloantygen, antygen allogeniczny – antygen pochodzący od innego osobnika tego samego gatunku. Takie antygeny cechują się wysoką immunogennością i są przyczyną odrzucania przeszczepów, jeśli dany antygen jest różnie zbudowany u dawcy i biorcy. Najsilniejszymi alloantygenami są: antygeny grup krwi oraz antygeny głównego układu zgodności tkankowej.